# 吉崎御坊

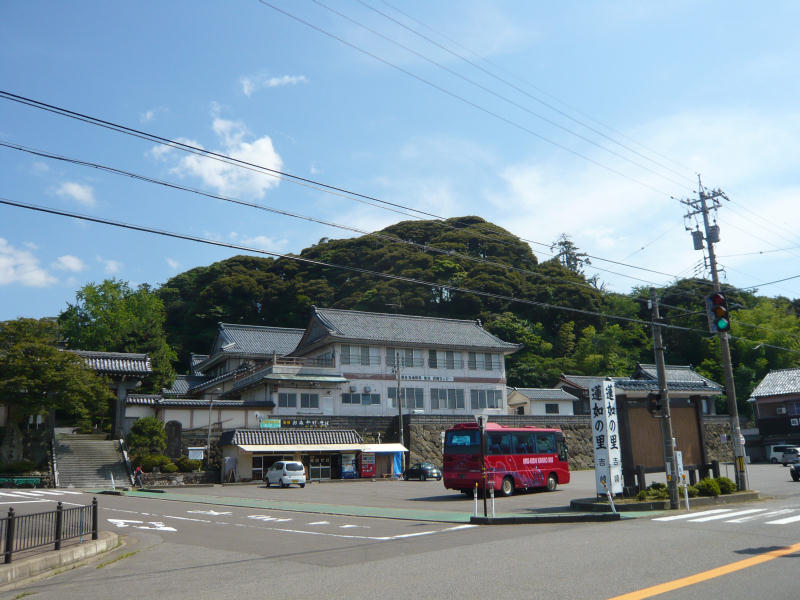
吉崎御坊

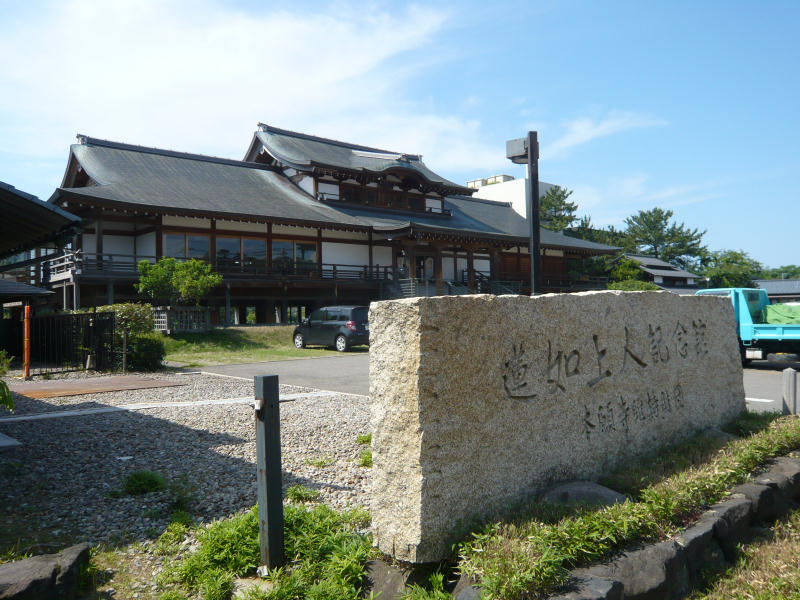
蓮如上人記念館

吉崎御坊（よしざきごぼう）は、かつて越前吉崎（現在の福井県あわら市吉崎）にあった坊舎。「史跡 吉崎御坊跡」の石碑が立つ。

## 起源
文明3年（1471年）7月27日、比叡山延暦寺などの迫害を受けて京から逃れた本願寺第8世法主蓮如が、本願寺系浄土真宗の北陸における布教拠点として越前吉崎にある北潟湖畔の吉崎山の頂に建立した。吉崎は興福寺大乗院の門跡であった経覚の所領であったが、経覚の母が本願寺の出身で、蓮如も若い頃に経覚の元で修行していたこと、また偶々吉崎の代官の地位にあったのが当時の本願寺にとっては数少ない末寺であった和田本覚寺の住持蓮光であったという関係もあって経覚が蓮如のために吉崎を譲ったのだといわれている。
この地で蓮如は教義を民衆にわかりやすく説き、時には御文（「御文章（ごぶんしょう）」）を用いたり、「南無阿弥陀仏」の六字名号を下付したため、御坊には北陸はもとより奥羽からも多くの門徒が集った。また、御坊周辺の吉崎一帯は坊舎や門徒の宿坊などが立ち並び寺内町を形成した。
- 文明6年（1474年）3月28日、火災で焼失するも、その後再建。
- 文明7年（1475年）8月21日、戦国の動乱で再び焼失、蓮如は吉崎を退去する。
- 永正3年（1506年）、朝倉氏が加賀より越前に侵攻した加賀一向一揆勢を九頭竜川の戦いで退けた後、吉崎の坊舎を破却し、以後廃坊となる。

## 別院の建立
延享3年（1746年）に西別院（本願寺派）が山下道場のあった場所に建立され、翌年の延享4年（1747年）には東別院（大谷派）が吉崎山のふもとに建立される。

## 寺院・諸施設の現況
御坊跡に向う階段の西側に浄土真宗本願寺派の別院が、東側に真宗大谷派の別院が置かれる。ともに「吉崎別院」と称するため、本山の通称にちなみ本願寺派の別院を「西御坊」・「（吉崎）西別院」、大谷派の別院を「東御坊」・「（吉崎）東別院」と通称される。また、「吉崎寺」（浄土真宗本願寺派）・「吉崎御坊願慶寺」（真宗大谷派）などの寺院、一般財団法人 本願寺文化興隆財団（旧称・本願寺維持財団。浄土真宗大谷本願寺派）が運営する「吉崎御坊 蓮如上人記念館」「眞無量院吉崎別院」などがある。

### 浄土真宗本願寺派（西本願寺）
- 本願寺派吉崎別院（西別院、あわら市）
  - 吉崎別院研修センター
- 吉崎寺（あわら市）

### 真宗大谷派（東本願寺）
- 真宗大谷派吉崎別院（東別院、あわら市）[3][5]
- 吉崎御坊願慶寺（あわら市）[6]
- 浄覚寺（あわら市）
- 名願寺（加賀市）

### その他宗教施設等
- 吉崎御坊 蓮如上人記念館（あわら市・本願寺文化興隆財団）[3]
- 本願寺眞無量院 本山別院吉崎御坊（あわら市・浄土真宗大谷本願寺派）
- 浄土真宗親鸞会 吉崎御坊（あわら市・浄土真宗親鸞会）[7]。

なお、上述の蓮如上人記念館の敷地内には登録有形文化財「七不思議堂」があったが、道の駅蓮如の里あわらの整備のため、いったん解体され、2023年（令和5年）11月に新潟県妙高市の赤倉温泉に移築されることになった。

## 吉崎山
吉崎山（御山）とは、北･西･南の三方を北潟湖に囲まれた天然の要害で、海抜33m程、面積約2万平方メートルの小高い丘である。この山の頂に吉崎御坊があった。1975年（昭和50年）には国の史跡に指定され、公園として整備されている。現在は東西両派共有の地である。
また、2021年（令和3年）は吉崎御坊開創550年になることから、東西本願寺の別院やそれぞれの崇敬区域の僧侶・門徒による実行委員会が組織され、山上などでの合同記念法要や記念行事を計画した。当初は2021年に法要や行事を予定していたが、新型コロナウイルス感染症の感染拡大（コロナ禍）のため2022年（令和4年）に延期し、2021年（令和3年）9月19日には吉崎御坊が東西分裂後初めて合同で吉崎山上の蓮如上人銅像前でお待ち受け法要として法要を勤修した。

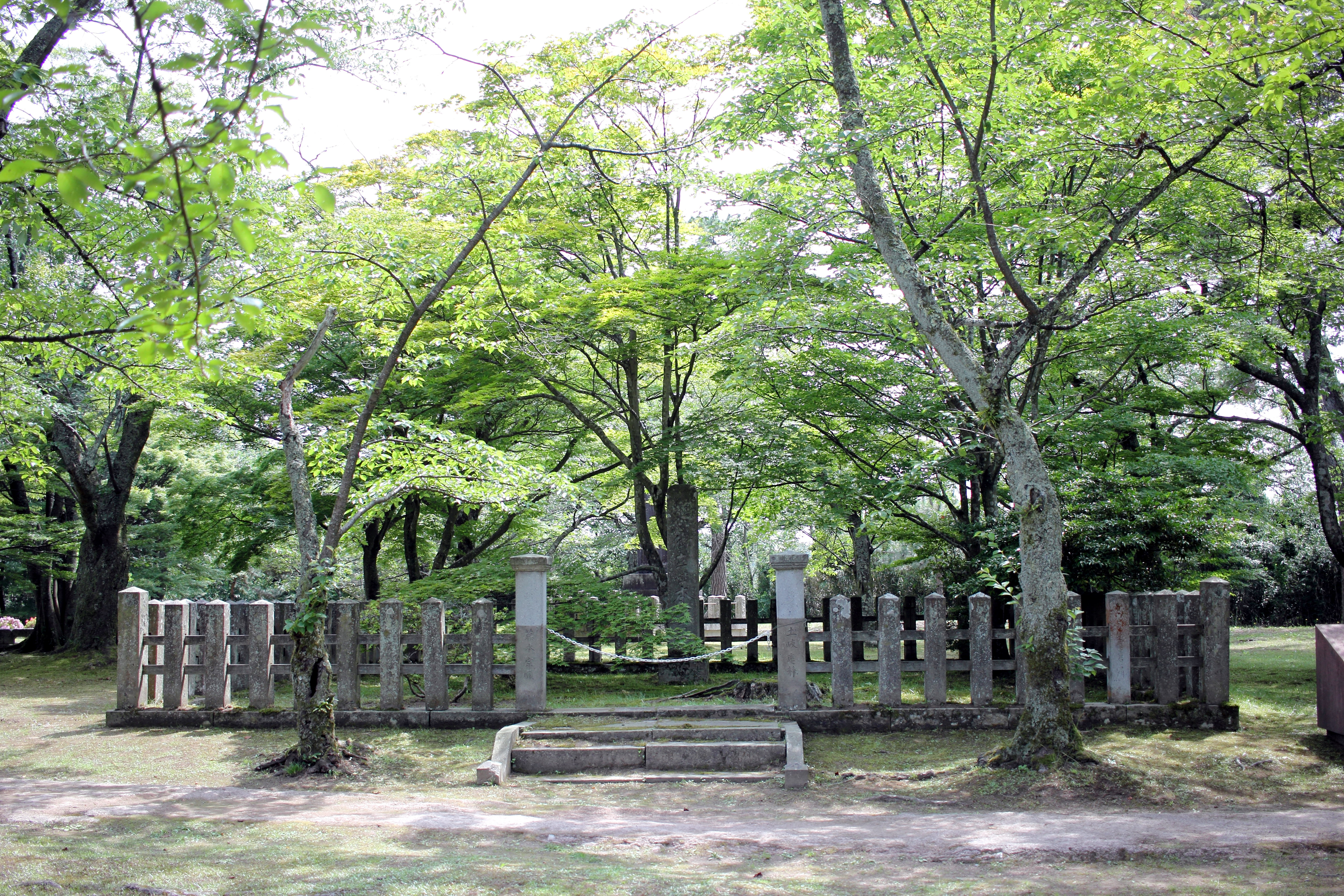
御坊の本堂跡
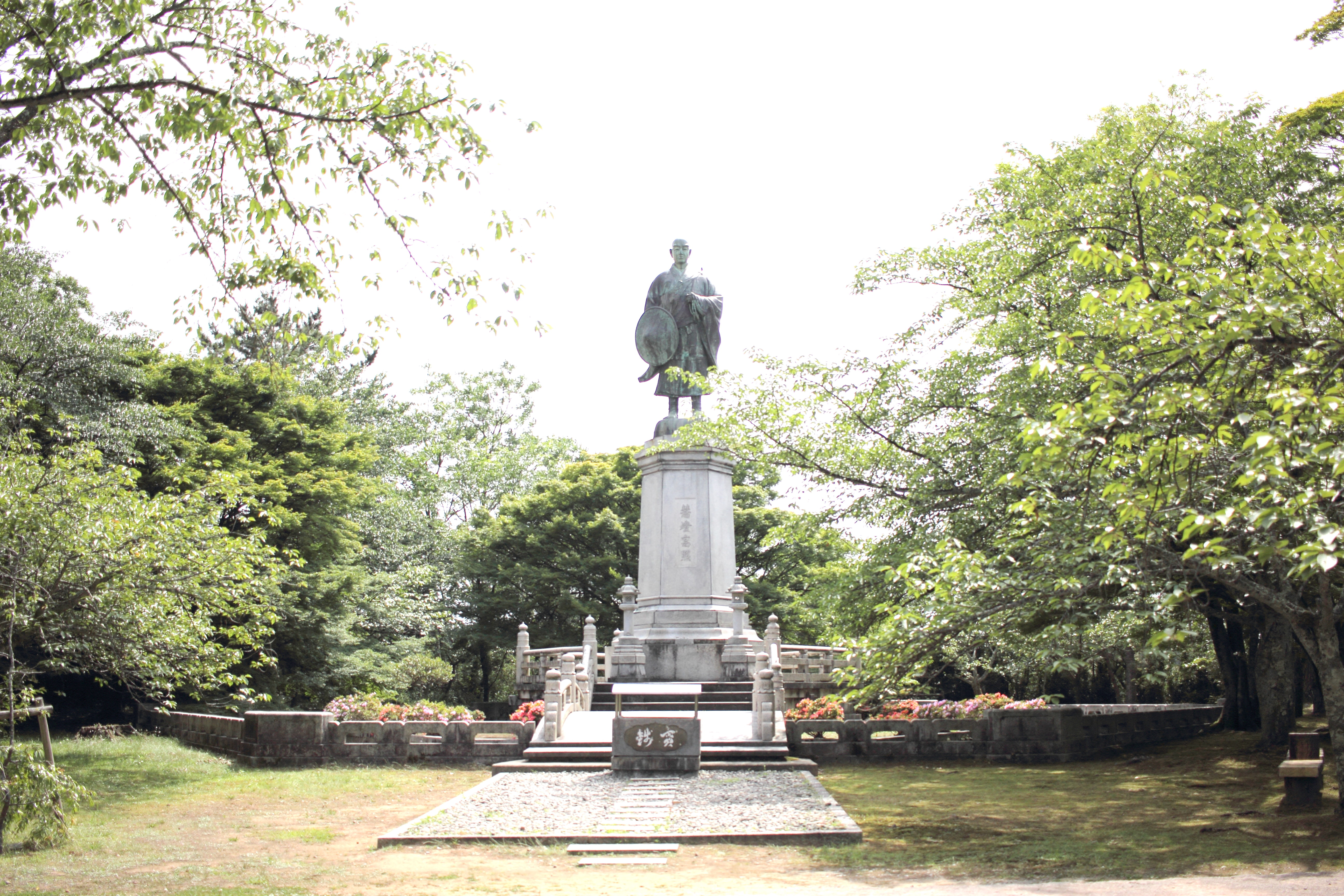
吉崎御坊跡に建つ蓮如上人銅像

- 蓮如上人の銅像（高村光雲作・1934年）
- 蓮如上人お腰掛けの石
- 蓮如上人お手植えの花松
- 本向坊了顕のお墓および本向寺支坊
- 見玉尼のお墓
- 加賀千代女の句碑

- 吉崎御坊本堂跡の石碑
- 吉崎御坊跡に建つ蓮如上人銅像

## 蓮如忌
- 毎年4月23日 - 5月2日
- 蓮如上人御影道中[3][5]
  - 京都東本願寺から吉崎御坊（東別院）まで門徒が徒歩で蓮如の御影（ごえい）の入った輿を運び[5]、蓮如の吉崎下向を再現する。4月17日に京都を出発し、琵琶湖沿岸の蓮如ゆかりの地を通り、22日夜、東別院に到着し、本願寺吉崎両別院で法要が営まれる（日付は年度によって変動あり）[5]。

## 吉崎地区と県境

### 地域
1950年代から吉崎地区を通る国道が整備され、1970年（昭和45年）に国道305号に指定。現在、吉崎御坊を中心とする門前町は県境（国境）を跨いで石川県（加賀国）側にも拡がっており、加賀市吉崎町となっている。元は越前国と加賀国の国境で、吉崎地内で県境が地続きとなっている。現在の地続きとなった背景には、大聖寺川がかつて二方向に分流した時期があり、平安時代に大聖寺川南側に境界が引かれた説がある。その後、土砂が堆積し農地の開拓から町域が拡大し、蓮如が吉崎に本拠を構えた文明時代にはすでに地続きになっていたとされている。
小学校・中学校の通学
あわら市吉崎小学校の学区はあわら市金津中学校の通学区域の一部となっているが遠方であり、吉崎地区が県境に跨る集落であることから、あわら市教育委員会では金津中学校よりも近い加賀市の加賀市立錦城中学校への入学を認めている。吉崎地区から公立中学校へ進学する児童はほぼ全員が錦城中学校へ入学していたが、吉崎地区においても少子高齢化・過疎化が進行しており、吉崎小学校は2016年（平成28年）3月をもって休校となった。現在、吉崎地区はあわら市細呂木小学校の通学区域となっているが、吉崎地区に近い加賀市立緑丘小学校への入学も認めている。2019年（平成31年）春に一般社団法人蓮如の里・吉崎が発足し、旧吉崎小学校に入居して活動を行っている。

### 越前加賀県境の館
県境上にあわら市と加賀市が運営する観光ガイダンス施設「越前加賀県境の館」が2015年（平成27年）4月11日に開館した。入口の石畳や北潟湖側の敷地が県境で色分けされているほか、建物内も県境で分けられている。石川県側は「石川県加賀市吉崎町」、福井県側は「福井県あわら市吉崎2丁目」とそれぞれ床面に表記されている。
- 所在地：石川県加賀市吉崎町ヘ1番1・福井県あわら市吉崎2丁目1004番地2
- 開館時間：9:00 - 17:00
- 休館日：毎週火曜日（年末年始を除く、祝日は開館）

### 道の駅
吉崎御坊前に隣接して参拝・観光客向け商業施設（土産店）としてあわら市の吉崎観光センターがあったが、吉崎地域の観光を強化すべく道の駅蓮如の里あわらが建設され、2023年（令和5年）4月22日に開業した。あわら市では初めてとなる道の駅で、農産物直売所などを設置。また、平屋建で寺内町をイメージした建物で、隣接する加賀市からの誘客も想定している。

## 交通

### 自動車
- E8 北陸自動車道 12 加賀ICより、石川県道61号加賀インター線、国道305号経由、約10分[21][22][23]。
- E8 北陸自動車道 11 金津ICより、福井県道124号牛ノ谷停車場線、広域農道坂井丘陵フルーツライン、福井県道29号福井金津線経由、約15分[21][22]-20分[23]。

### タクシー
- 最寄り駅はIRいしかわ鉄道線・ハピラインふくい線大聖寺駅で、タクシーで約15分[24]。
- 西日本旅客鉄道（JR西日本）北陸新幹線加賀温泉駅・芦原温泉駅またはえちぜん鉄道三国芦原線あわら湯のまち駅からタクシーで約15分[21][25]-20分[22][23]。
- 最寄りの空港は小松空港で、タクシーで約30分[21]-40分[24]。
- あわら市観光タクシー「あわらぐるっとタクシー」が運行されていて、「道の駅蓮如の里あわら」停留所が最寄り。また、平日と土曜日には後述のコミュニティバスの代替としてあわら市乗合タクシー（要利用登録）も運行されている。いずれもデマンド型交通であり、電話予約が必要である。

### 乗合バス
- 「加賀温泉駅」または「大聖寺駅前」バス停より北鉄加賀バス吉崎線（塩屋行き）「吉崎」バス停下車。

バス停は加賀市側にあり、あわら市側の史跡や各寺院、その他諸施設までは徒歩5分～10分。
本数が少なく、日帰りの場合は駅発10時台→吉崎発15時台での往復に限られる。
- 加賀周遊バス「キャン・バス」の「吉崎御坊蓮如上人記念館・越前加賀県境の館」バス停への乗り入れは2024年（令和6年）4月30日の運行を最後に廃止されている[26]。
- あわら北部周遊バス「あわらぐるっとバス」は2023年（令和5年）3月26日の運行を最後に廃止されている[27]。
- 芦原温泉駅・あわら湯のまち駅～吉崎間の旧金津町営バスを引き継いだあわら市コミュニティバス北ルート3号線（吉崎・北潟方面。7便）および北ルート4号線（観光コース。5便）の「吉崎」バス停が、かつてあわら市側の吉崎御坊及び吉崎観光センター前にあったが、2012年3月31日に全線廃止[要出典]。

### 鉄道
- 大正時代には吉崎地区に鉄道を敷設する構想があり、事業者に鉄道免許状が下付されていたが実現に至らず終わっている（えちぜん鉄道三国芦原線#歴史を参照）。